# 周如底
周如底（1496年—？），字允直，號履莊，浙江紹興府餘姚縣人，民籍，明朝政治人物。

## 生平
嘉靖七年（1528年）戊子科浙江鄉試第三名舉人。嘉靖八年（1529年）聯捷己丑科會試第四十名，登第三甲第一百六十三名進士。知浏阳县，改婺源。时婺源人汪鋐任尚書，其家奴横甚，周如底依律裁決。汪鋐因此怀恨，調其為武昌府通判。汪鋐罢官，周如底始擢工部主事，历营缮司郎中。二十四年七月以太庙完工，擢太仆寺少卿。因念亲老，以疾请歸。返鄉年餘，卒，身後無以為殮。

## 家族
曾祖周庭蘭；祖父周澐；父周璧，母錢氏。具庆下。